# مات باتريك (موسيقي)
مات باتريك (بالإنجليزية: Matt Patrick)‏ هو موسيقي أمريكي، ولد في 15 يونيو 1974.